# Perrinia docili
Perrinia docili là một loài ốc biển, là động vật thân mềm chân bụng sống ở biển thuộc họ Chilodontidae.